# السفارة السعودية في سوريا
سفارة المملكة العربية السعودية في سوريا، هي البعثة الدبلوماسية للسعودية لسوريا وتقع في العاصمة دمشق وكان يترأس البعثة سفير خادم الحرمين الشريفين فيصل بن سعود المجفل.

## التاريخ
- أغلقت المملكة العربية السعودية سفارتها في دمشق في 14 مارس 2012، وذلك "نظرا لتطور الأحداث في سوريا".[2]
- وفي مارس 2023، نقلت مصادر أن سوريا والسعودية قد اتفقتا على إعادة افتتاح سفارتيهما وإعادة العلاقات بعد عيد الفطر [3] وفي مايو 2023م زار وفد فني سعودي دمشق لمناقشة آليات إعادة فتح السفارة.[4]
- في 26 مايو 2024م عينت السعودية فيصل المجفل سفيراً لها في سوريا.[5]

## سفراء السعودية في سوريا
| السفير                         | التاريخ       | المصدر |
| ------------------------------ | ------------- | ------ |
| عبد الله بن عبد العزيز العيفان | سبتمبر 2009م  | [ 6 ]  |
| د. فيصل بن سعود المجفل         | 26 مايو 2024م | [ 7 ]  |